# 釜石市立釜石中学校
釜石市立釜石中学校（かまいししりつ かまいしちゅうがっこう）は、岩手県釜石市中妻町1-6-8にある公立中学校。
通称は、「釜中」（かまちゅう）。

## 沿革
2006年4月1日 -  釜石第一中学校、釜石第二中学校、小佐野中学校が統合して、開校した。
校歌はあんべ光俊による。

## 部活動

### 常設部
運動部
- 軟式野球部
- サッカー部
- ソフトテニス部
- バスケットボール部
- バレーボール部
- バドミントン部
- 卓球部
- 陸上部
- 剣道部

文化部
- 吹奏楽部
- 総合文化部

### 特設部
運動部
- 水泳部
- 柔道部
- ラグビー部